# Ла-Ос-де-ла-В'єха
Ла-Ос-де-ла-В'єха (ісп. La Hoz de la Vieja) — муніципалітет в Іспанії, у складі автономної спільноти Арагон, у провінції Теруель. Населення — 88 осіб (2010).
Муніципалітет розташований на відстані близько 250 км на схід від Мадрида, 70 км на північ від міста Теруель.

## Демографія
Динаміка населення (INE ):

## Галерея зображень

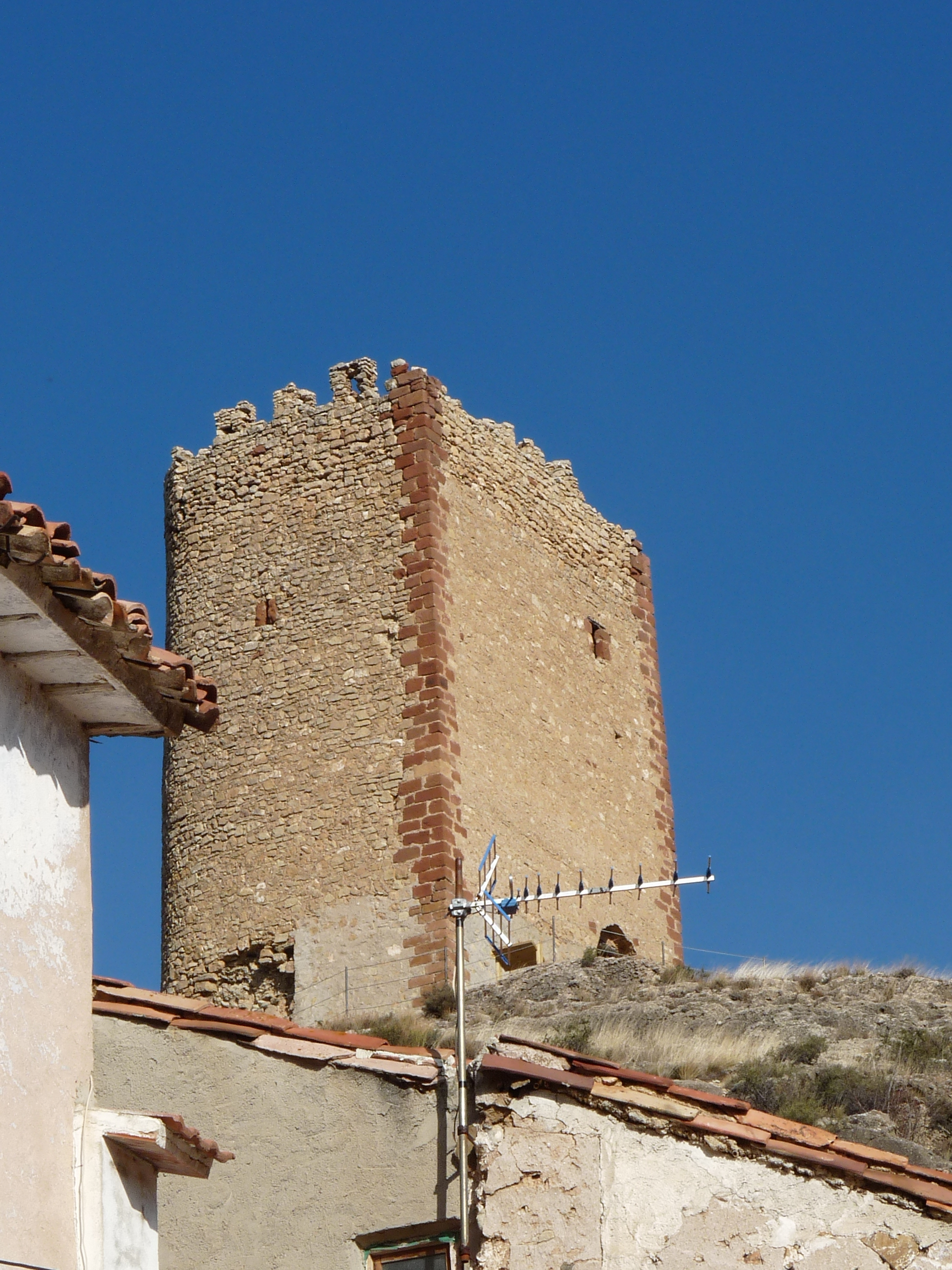
Замок